# مكتشف الوحوش
مكتشف الوحوش هي قصة مصورة إيطالية الأصل تُرجمت للعربية ونشرت من قبل شركة دار النشر ذ.ذ.م بترخيص من شركة والت ديزني.

## القصة
تبدأ القصة مع لينا بطاطس (ايلينا بوتيتو)، بعد أن إنتقلت حديثًا مع عائلتها إلى قرية الطاحونة القديمة، وتقابل زكي (زيك)، المصاب بحساسية من كل شيء وتشمل تلك التي تسمح له برؤية الوحوش. معًا، يكتشفون أسرار عالم الوحوش. بمساعدة من قبل المعلم تيمور (تيموثي موث) قطة زيك الناطقة، يشرف تيموثي على الوحوش التي تعيش في منزل زيك بصفتها حبيسه بسبب مخالفات فعلوها في عالم الوحوش

## الألعاب والأعمال المتعلقة بالسلسلة

### لعبة البطاقات
من وسائل الترويج للعمل لعبة البطاقات بنفس اسم العمل بواسطة شركة Upper Deck ورسومات بواسطة Blason Studio. تحتوي على 110 بطاقة قابلة للتجميع للعب.

### لعبة الفيديو
تم تطوير لعبة Artematica Entertainment المتعلقة بالعمل للكمبيوتر الشخصي بنظام ثلاثي الأبعاد في عام 2006. تم توزيع نسخ من اللعبة في علب حبوب الإفطار في إيطاليا

### المسلسل التلفزيوني
تم إنتاج سلسلة رسوم متحركة تعتمد على الكوميك مكونه من موسمين وخمس حلقات خاصة -وتحمل نفس الاسم، أما عن الدبلجة فسمي العمل بالمروضون الشجعان.